# Долни Бадин
Долни Бадин (слч. Dolný Badín) насељено је мјесто са административним статусом сеоске општине (слч. obec) у округу Крупина, у Банскобистричком крају, Словачка Република.

## Становништво
| Година:    | 1994. | 2004.   | 2014.   | 2024.  |
| ---------- | ----- | ------- | ------- | ------ |
| Број људи: | 267   | 251     | 250     | 253    |
| Разлика:   |       | -5,99 % | -0,39 % | +1,2 % |

| Година:    | 2023. | 2024.   |
| ---------- | ----- | ------- |
| Број људи: | 253   | 253     |
| Разлика:   |       | +1,42 % |

Према подацима о броју становника из 2011. године насеље је имало 259 становника.